# دايسكي هيراكاوا
دايسكي هيراكاوا (平川大輔 هيراكاوا دايسكي) هو مؤدي أصوات ياباني ولد في 4 يونيو 1973 في نيغاتا.

## أدواره في الأنمي

### مسلسلات أنمي تلفزيونية
- School Days - ماكوتو إيتو
- القبلة الخادعة - ناوكي إيريي
- ترانسفورمرز سايبرترون - هوتشوت
- آيشيلد 21 - هاياتو أكابا
- غانكوتسوؤو - البارون فرانز ديبيني
- ناروتو شيبودن - سورا
- خادم الصفر: فارس القمرين - جوليو شيزار
- خادم الصفر: رقصة الأميرات - جوليو شيزار
- خادم الصفر F - جوليو شيزار
- بليتش - سينبونزاكورا
- سكول رمبل:الفصل الدراسي الثاني - كازويا تاناكا
- كيكايشي - كيميا هاتشيوجي
- هايسكول أوف ذا ديد - تاجيما
- NO.6 - ياماسي
- فري! - ري ريوغازاكي
- فري! Eternal Summer - ري ريوغازاكي
- كارنفال - أكاري
- هيوكا - نائب قائد نادي الطبخ
- ماغي: The Kingdom of Magic - رين هاكويو
- مغامرة جوجو الغريبة: ستارداست كروسيدرز - نورياكي كاكيوين
- النبلاء - فرانكنشتاين
- كونسبشن - نارسيستيس
- سيف قاتل الشياطين - المركز الأدنى الأول
- سيف قاتل الشياطين: قطار اللانهاية - إنمو
- ديابوليك لافرز - لايتو ساكاماكي
- ديابوليك لافرز MORE BLOOD - لايتو ساكاماكي
- بلاتينوم إند - شوغو هاتاكياما/ميترو الأزرق

### أوفا أنمي
- تيلز أوف فانتازيا ذي أنيميشن - لوندغروم

### أفلام أنمي
- XXXHOLiC: حلم ليلة منتصف الصيف - الجامع الأسمر
- فري! تايمليس ميدلي - ري ريوغازاكي
- فري! تيك يور ماركز - ري ريوغازاكي
- قاتل الشياطين الفيلم: قطار اللانهاية - إنمو

## أدواره في ألعاب الفيديو
- سلسلة كينغدوم هارتس
  - كينغدوم هارتس II - ويل ترنر
  - كينغدوم هارتس 3D: دريم دروب ديستانس - سام فلين
- كونسبشن بلس: ميدنز أوف ذا تويلف ستارز - نارسيستيس
- جوجوز بيزار أدفنتشر: آيز أوف هيفن - نورياكي كاكيوين
- ديمون سلاير: كيميتسو نو يايبا: ذا هينوكامي كرونيكلز - إنمو

## أدواره في الدبلجة اليابانية
- سلسلة أفلام قراصنة الكاريبي
  - قراصنة الكاريبي: لعنة اللؤلؤة السوداء - ويل ترنر
  - قراصنة الكاريبي: صندوق الرجل الميت - ويل ترنر
  - قراصنة الكاريبي: في نهاية العالم - ويل ترنر
- ثلاثية أفلام سيد الخواتم
  - سيد الخواتم: رفقة الخاتم - ليغولاس
  - سيد الخواتم: البرجان - ليغولاس
  - سيد الخواتم: عودة الملك - ليغولاس
- ترون: الإرث - سام فلين

## وصلات خارجية
- دايسكي هيراكاوا على موقع IMDb (الإنجليزية)
- دايسكي هيراكاوا على موقع ميوزك برينز (الإنجليزية)
- دايسكي هيراكاوا على موقع قاعدة بيانات الفيلم (الإنجليزية)
- دايسكي هيراكاوا على موقع كينوبويسك (الروسية)
- دايسكي هيراكاوا على موقع ANN person (الإنجليزية)